# Fernelia pedunculata
Fernelia pedunculata är en måreväxtart som beskrevs av Carl Friedrich von Gärtner. Fernelia pedunculata ingår i släktet Fernelia och familjen måreväxter.
Artens utbredningsområde är Réunion. Inga underarter finns listade i Catalogue of Life.